# Renfrew (Ontario)
Renfrew to miejscowość (ang. town) w Kanadzie, w prowincji Ontario, w hrabstwie Renfrew.
Powierzchnia Renfrew to 12,77 km².
Według danych spisu powszechnego z roku 2001 Renfrew liczy 7942 mieszkańców (621,93 os./km²).

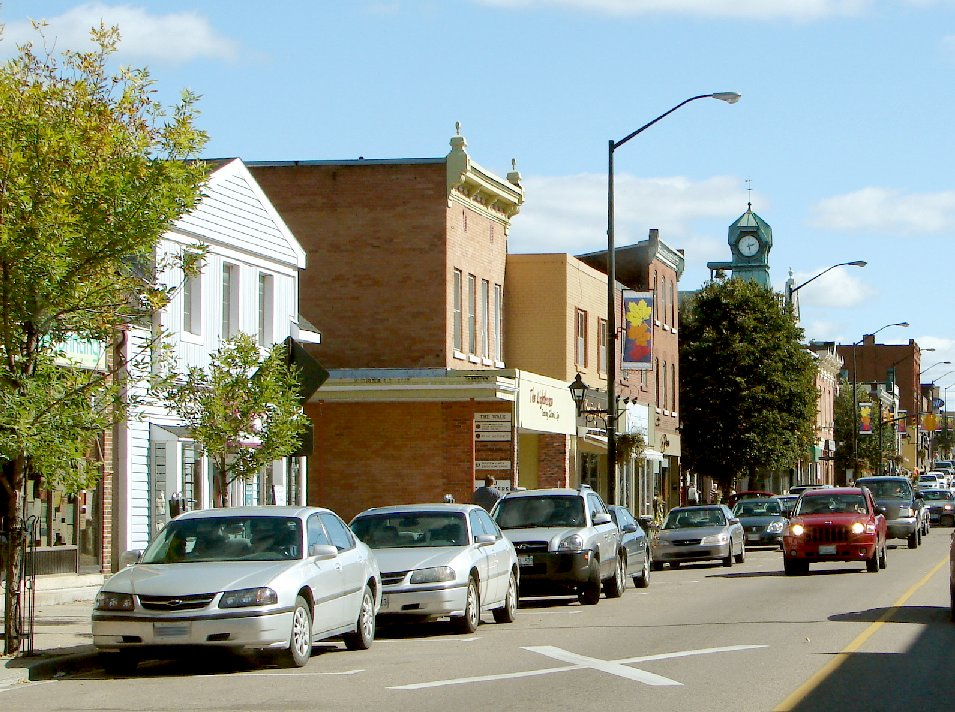
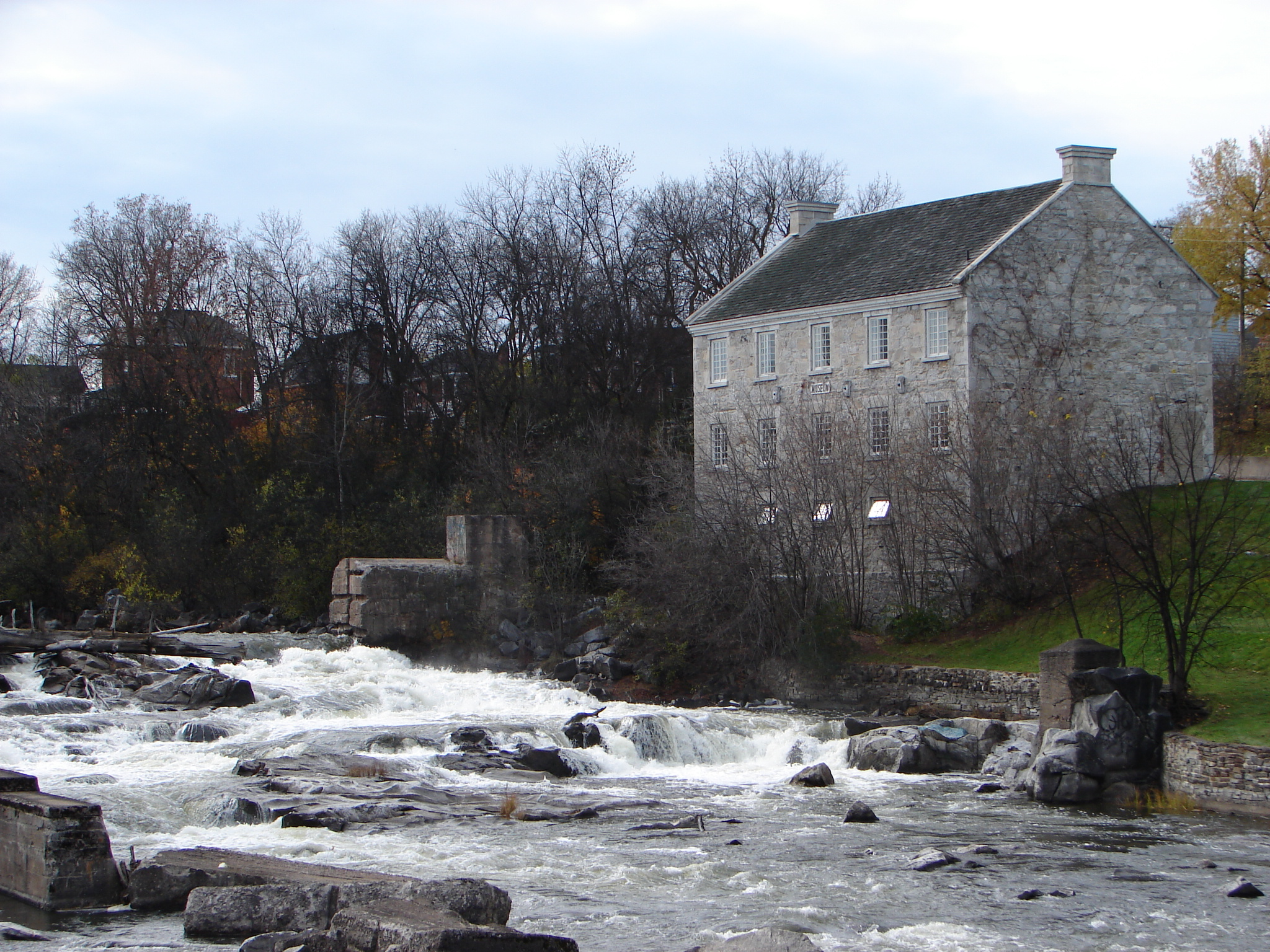